# Maninghem
Maninghem település Franciaországban, Pas-de-Calais megyében. Lakosainak száma 150 fő (2022. január 1.). Maninghem Wicquinghem, Avesnes, Bimont, Herly, Hucqueliers és Quilen községekkel határos.

## Népesség
A település népességének változása:
| Lakosok száma | 152  | 151  | 151  | 149  | 147  | 145  | 148  | 150  |
|               | 2013 | 2015 | 2017 | 2018 | 2019 | 2020 | 2021 | 2022 |